# N-بوتیل‌لیتیم
n-بوتیل‌لیتیم (به انگلیسی: n-Butyllithium) یک ترکیب شیمیایی است. شکل ظاهری این ترکیب، مایع بی‌رنگ است.
این مایع به شدت و با آزاد شدن گرما با آب واکنش داده و لیتیم هیدروکسید و بوتان تولید می گردد :
{\displaystyle C4H9Li+H2O\longrightarrow C4H10+LiOH}

## تولید
از واکنش نرمال برموبوتان یا کلرو بوتان با فلز لیتیم در حلال مناسب مانند اتر در شرایط عاری از آب همراه با تولید گرمای زیاد (نیاز به ریفلاکس دارد) تولید می شود :
{\textstyle C4H9Br+2Li\longrightarrow C4H9Li+LiBr}

## استفاده ها
- این ماده به عنوان حامل یون لیتیم قادر به واکنش دو گانه دادن با گروه هالوژن ید و برم در ترکیبات آلی را دارد که مثالی از آن را می بینیم :

{\displaystyle BuLi+C6H5Br\longrightarrow BuBr+C6H5Li}
- از این ماده در صنعت به عنوان کاتالیزور در واکنش های بسپارش استفاده می کنیم.
- می توان با واکنش دادن کربن دی اکسید خشک با این ماده لیتیم پنتانوات تولید کرد(استفاده از خواصیت هسته دوستی).لذا این ماده با کربن دی اکسید موجود در هوا واکنش می دهد :

{\displaystyle C4H9Li+CO2\longrightarrow C4H9COOLi}
- از گرما دادن این ماده تا جوشیدن آن (نمی‌جوشد بلکه تجزیه می شود) لیتیم هیدرید و نرمال بوتن تولید می گردد :

{\displaystyle C4H9LI\longrightarrow C4H8+LiH}